# Coastal Wet Tropics Important Bird Area
Koordinaten: 17° 30′ 55″ S, 145° 59′ 59″ O

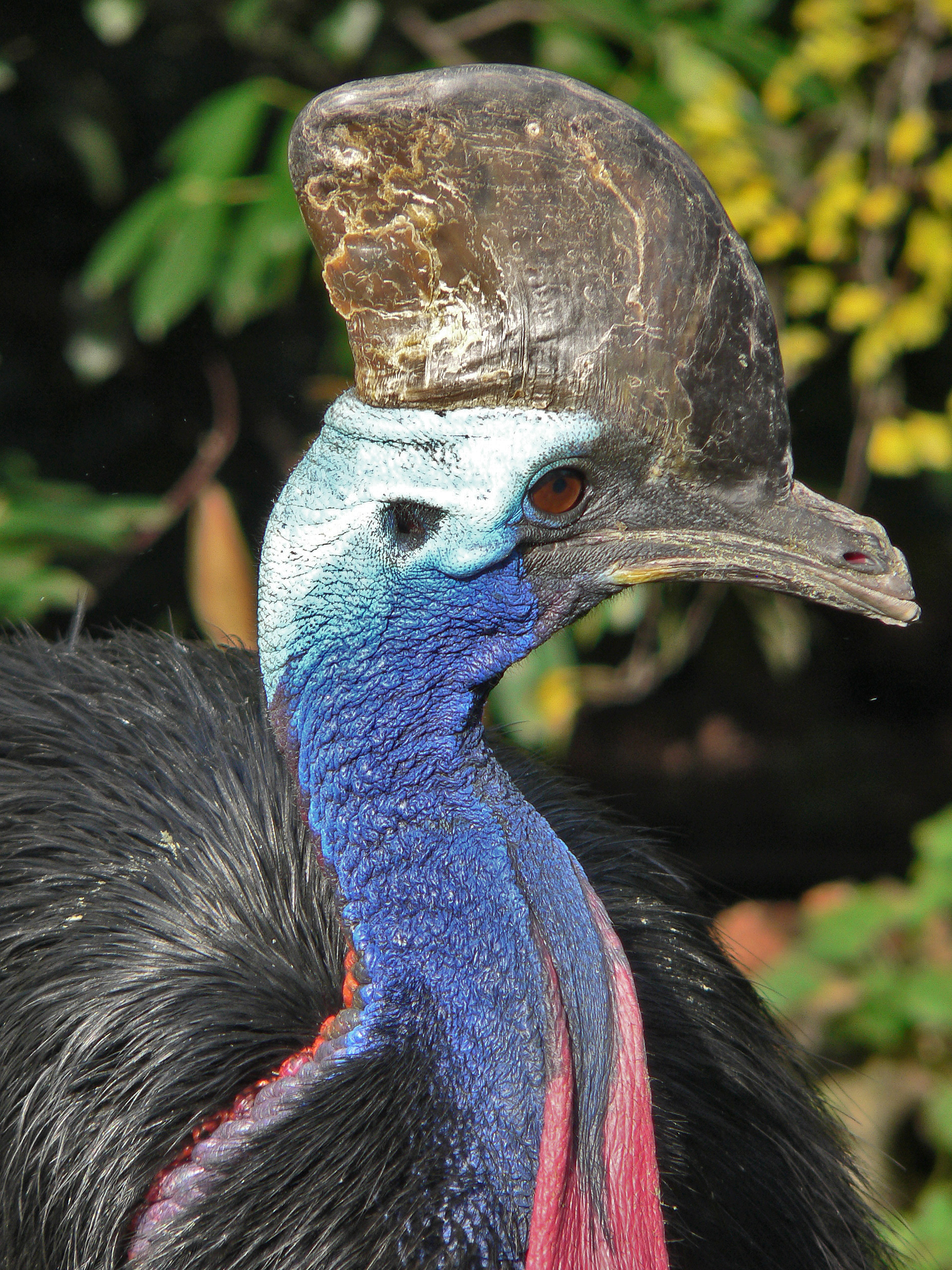
Helmkasuar

Die Coastal Wet Tropics Important Bird Area ist ein von Birdlife International ernanntes Vogelschutzgebiet mit einer Größe von 521 km², das sich entlang der Ostküste der Region von Far North Queensland im australischen Queensland erstreckt. Über eine Länge von 150 Kilometer reicht es südlich von Cairns bis nach Cardwell.
Für vom Aussterben bedrohten Helmkasuare ist es das bedeutendste Schutzgebiet.

## Schutzgebiet
In diesem Schutzgebiet befinden sich 9 von 17 seltenen Vogelarten, die in den Regenwäldern von Queensland beheimatet sind. Die Grenzen des Vogelschutzgebiets folgen im Wesentlichen den Wet Tropics of Queensland. Das Schutzgebiet umfasst auch Gebiete des Verteidigungsministeriums und der Aborigines; ferner auch Staatsland und kleine Naturreservate. Des Weiteren befinden sich dort auch entlegene Sandstrände und Wattgebiete.
Das Schutzgebiet wird vom Monsun mit starken Niederschlägen und Trockenheit sowie von moderaten dauerhaften Winden dominiert. Die Vegetation besteht hauptsächlich aus tropischen Regenwäldern und auf kleinen Flächen wachsen Eukalypten, Myrtenheiden und Mangroven.
Das Schutzgebiet umfasst oder überlappt folgende Nationalparks: Clump-Mountain-Nationalpark, Edmund-Kennedy-Nationalpark, Ella-Bay-Nationalpark, Eubenangee-Swamp-Nationalpark, Grey-Peaks-Nationalpark, Hull-River-Nationalpark, Kurrimine-Beach-Nationalpark, Maria-Creek-Nationalpark, Moresby-Range-Nationalpark, Mount-Mackay-Nationalpark, Russell-River-Nationalpark und Tam-O'Shanter-Nationalpark.

## Tierarten
Es ist das bedeutende Schutzgebiet für den Helmkasuar und schützt auch den seltenen Rostkauze (Ninox rufa queenslandica), wie auch Rifftriel, Esacus magnirostris, Langschwanztriel, Lichenostomus flavus, Torreshonigfresser (Meliphaga notata), Oreoscopus gutturalis, Graurücken-Dickkopf und Fahlgesichtschnäpper.
In diesem Gebiet leben zwei endemische Baumfroscharten, der Litoria rheocola und Nyctimystes dayi. Es gibt dort auch den seltenen Mahagoni-Gleithörnchenbeutler, der 100 Jahre lang als verschollen galt und erst 1989 wiederentdeckt wurde.

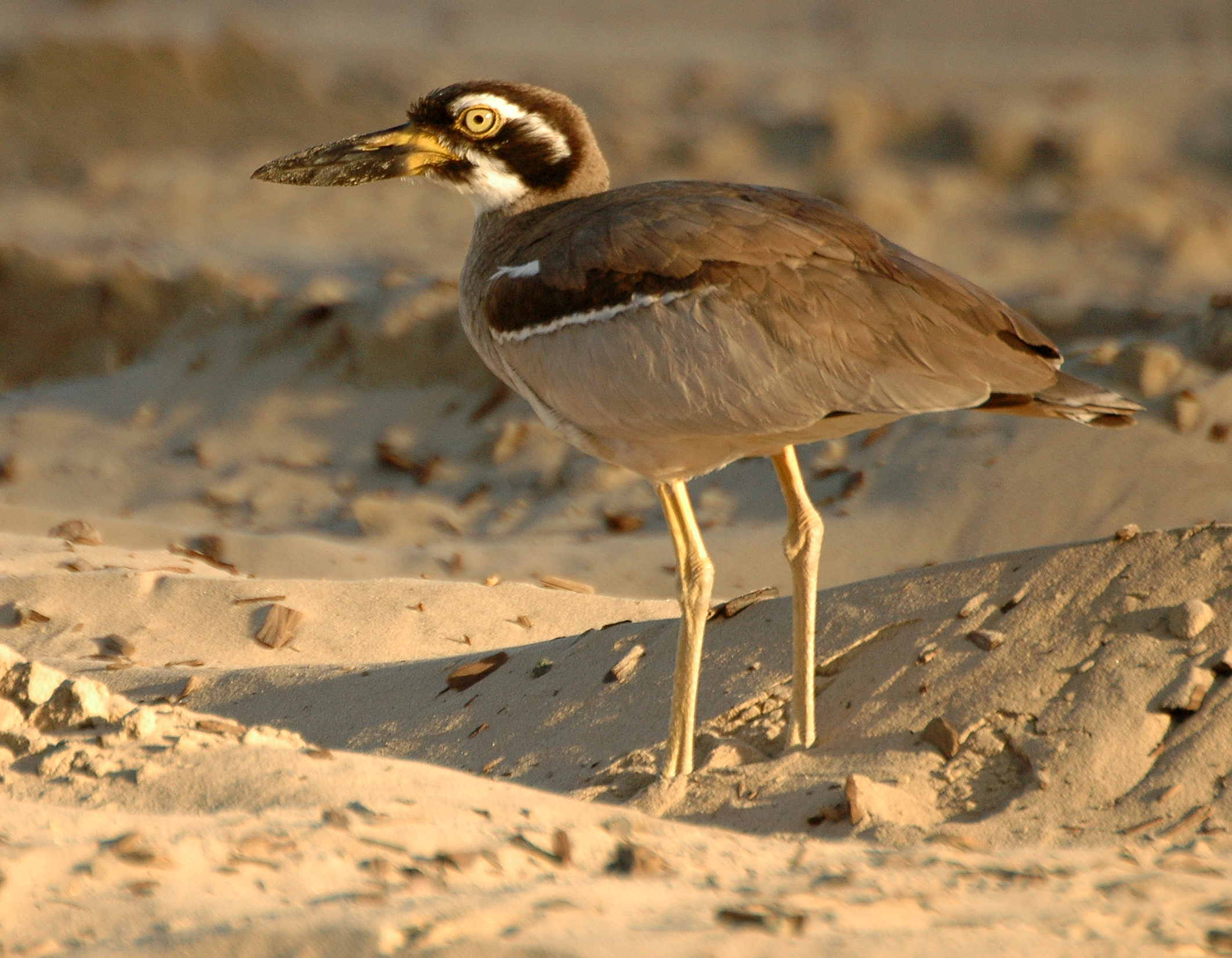
Rifftriel
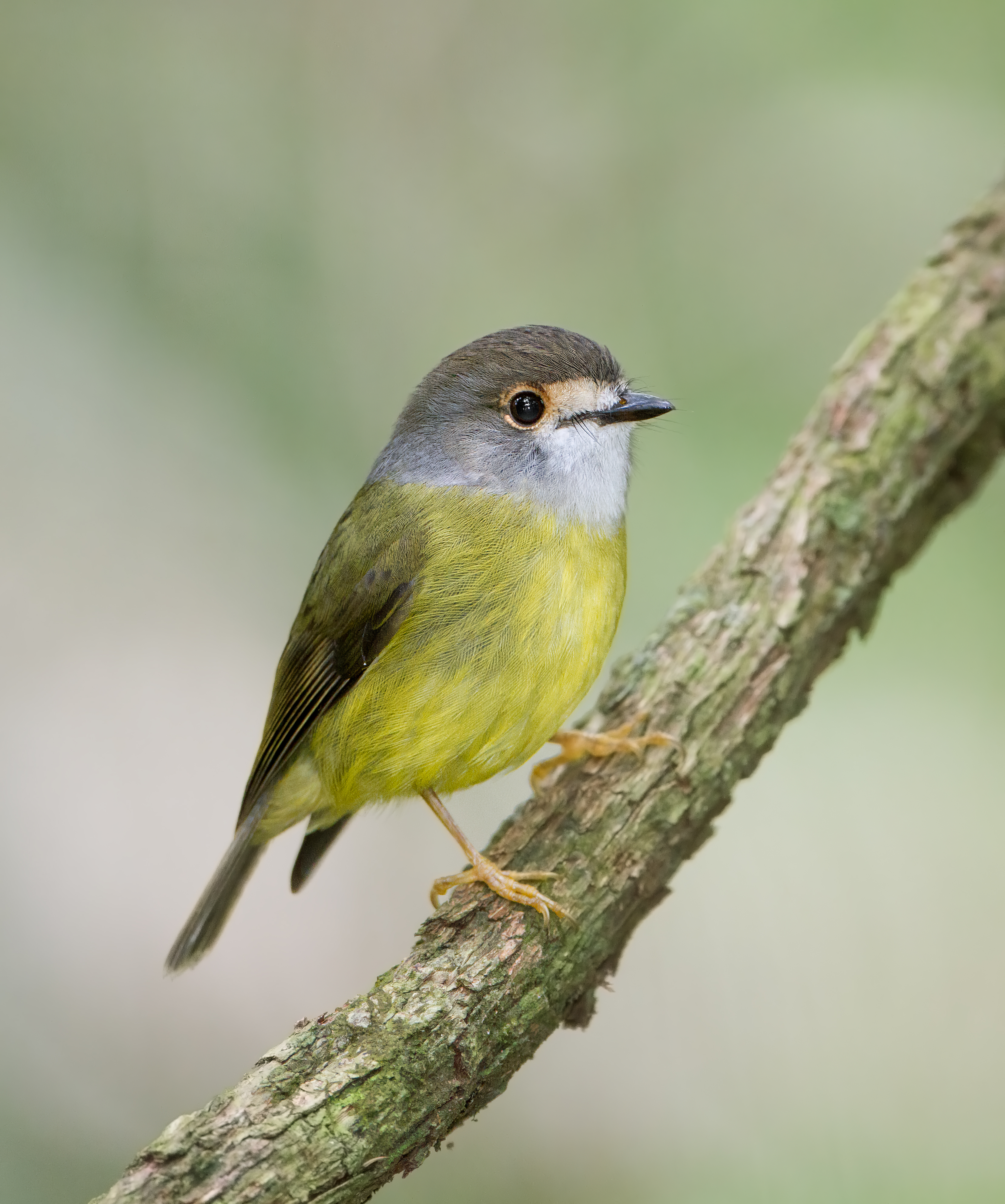
Fahlgesichtschnäpper
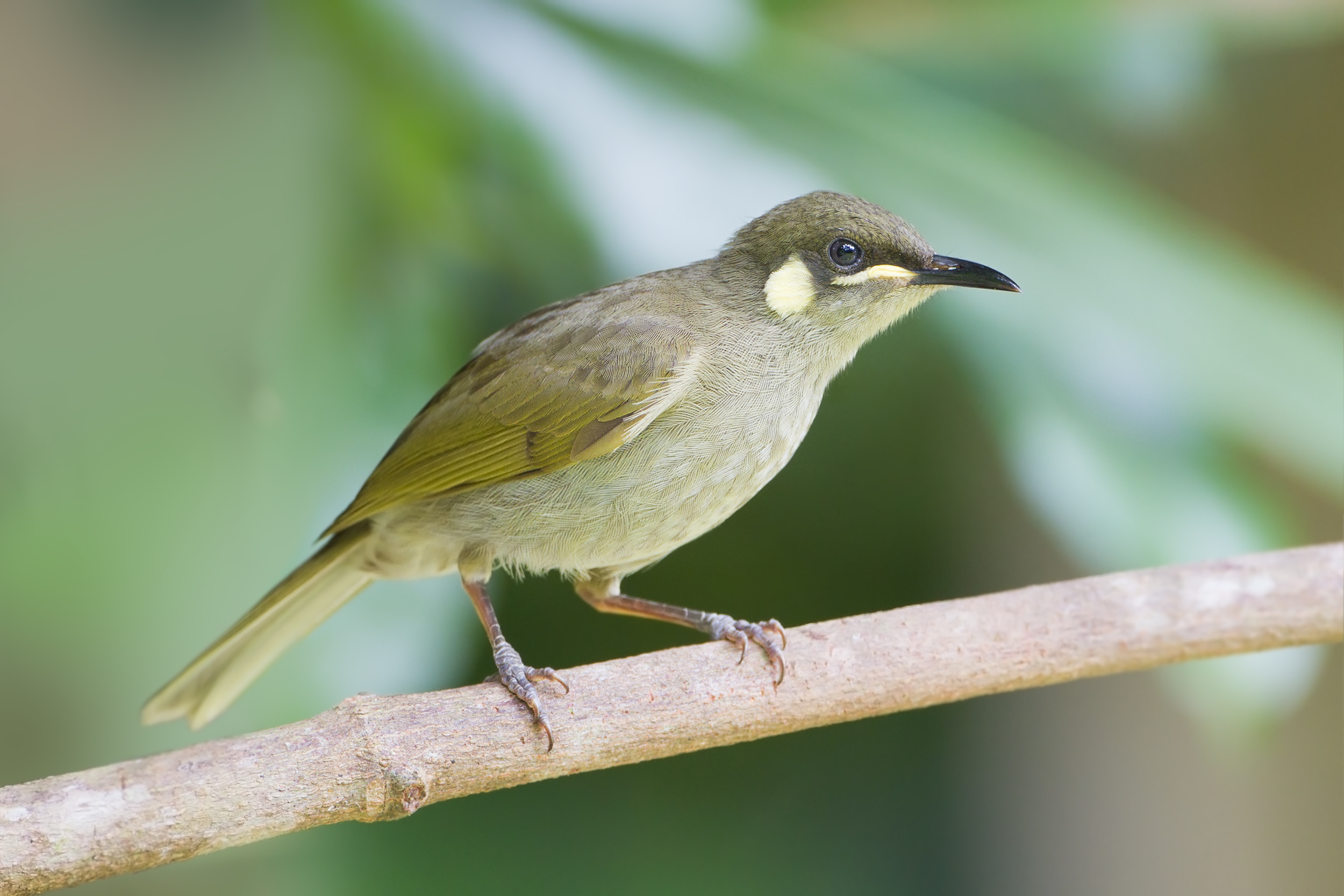
Meliphaga notata
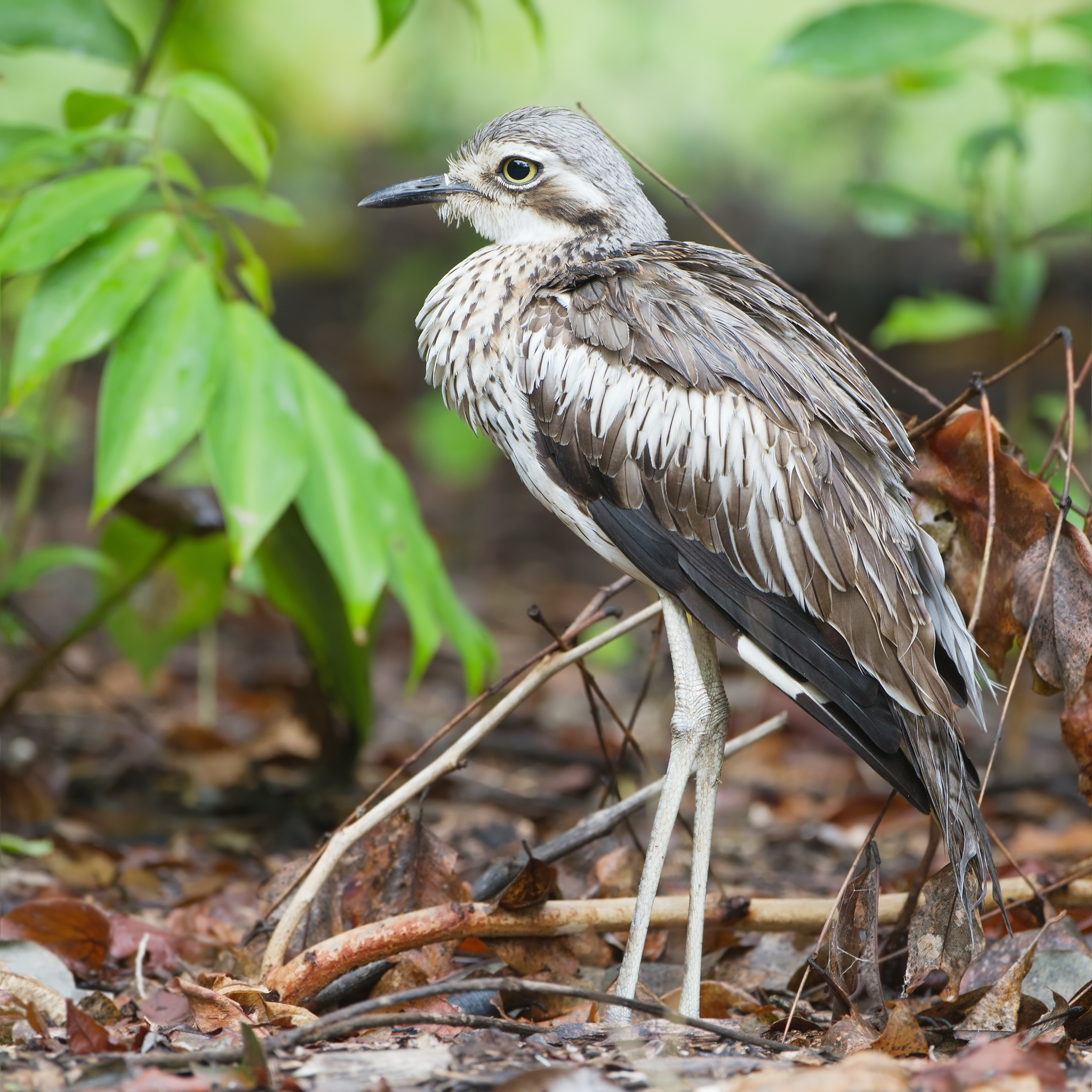
Langschwanztriel
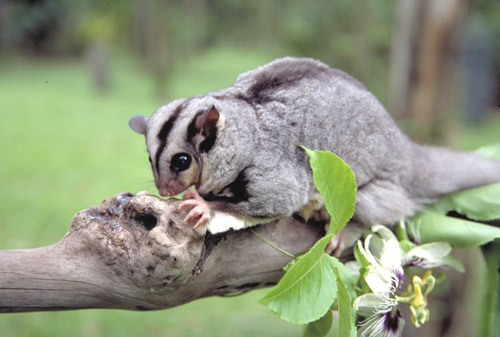
Mahagoni-Gleithörnchenbeutler
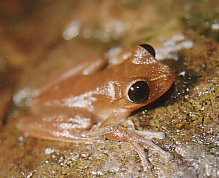
Nyctimystes dayi